# 阿拉珍珠
阿拉珍珠（英語：Pearl of Allah），另稱老子之珠（英語：Pearl of Lao Tzu），是目前世界第二大的天然珍珠。長徑23.88公分（9.4英寸），重量6.40公斤（14.11磅；128,000珍珠格令（pearl grains）；32,000克拉（carats）），估計市價為7,500萬美元。

## 概要

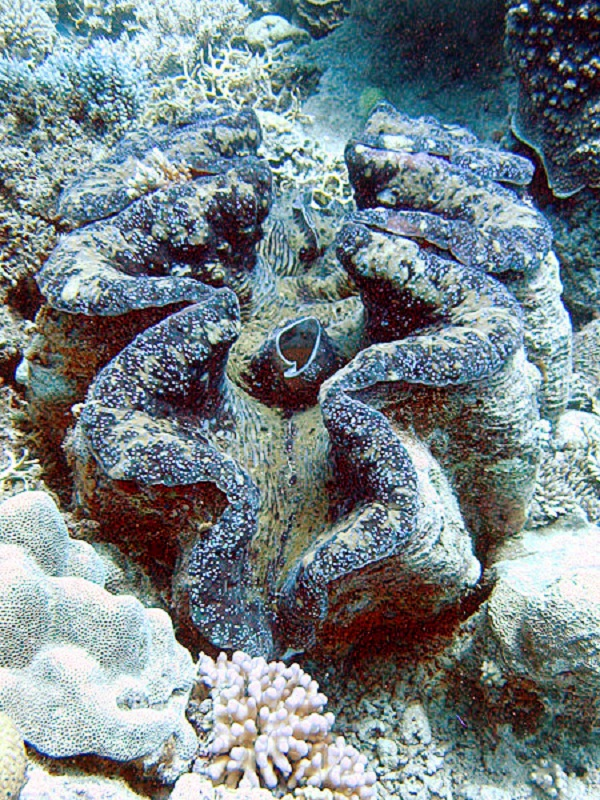
巨硨磲蛤（Giant clam），俗名五爪蚶，學名為Tridacna gigas，是世界上最大的雙殼貝。

有一位叫作威爾伯·科布（Wilburn Dowell Cobb）的考古學家，是一名美國採礦工程師的兒子，自小在菲律賓成長，此珍珠大部份故事均由其記錄。
這顆珍珠王為1934年5月7日菲律賓巴拉望省（Palawan）布魯克點自治縣（Brooke's Point）的蘇祿海域，由一批達雅族族人於一巨硨磲蛤（Giant clam）中所發現。信奉伊斯蘭教的部落酋長認為這個巨大珍珠看起來像是纏頭巾的穆罕默德，所以稱作「阿拉珍珠」。在發現阿拉珍珠之初，威爾伯·科布曾打算購買，但虔誠的酋長因認為該珍珠貌似先知寶相為神聖之物，故起初拒絕。1936年，酋長的小兒子布拉（Pula）罹患了瘧疾。使用奎寧治療卻沒有起色。威爾伯·科布用另一種藥「瘧滌平」（atabrine）救活了這個孩子。酋長為了謝恩，將阿拉珍珠送給威爾伯·科布。
威爾伯·科布在1939年將阿拉珍珠帶回美國，並在當年11月為此珠寫了一篇包含照片的文章刊在美國自然史博物館雜誌（American Natural History Museum）上，詳細述敍獲得的相關事件。在此同時，亦提供此珠參與紐約「里普利怪誕館」（Ripley's Believe it or Not Odditorium）展出2個月。此後即未曾公開展示。
2018年，在同個海域另外發現一顆34公斤（170,000克拉）的「普林塞薩之珠」，超越了阿拉珍珠，成為世界第一大的珍珠。

## 外部連結
- http://www.pearlofallah.com （页面存档备份，存于） - The PEARL of LAO TZU aka The PEARL of ALLAH
- The Pearl of Death
- Pearl of Allah -- A Pearl in Current Events （页面存档备份，存于） - Kari Pearls （页面存档备份，存于）
- Pearl of Allah - N & A Designs
- 阿拉珍珠展示照片 （页面存档备份，存于） - flickr
- Giant pearl tied to death and family quarrels - Photo of Barbish holding the pearl - iol
- https://web.archive.org/web/20060311073810/http://www.imperial-deltah.com/Education/famous_pearls.htm